# Arriva
Arriva là một công ty vận tải công cộng đa quốc gia có trụ sở chính tại Sunderland, Anh. Nó được thành lập vào năm 1938 với tên gọi T Cowie và thông qua một số vụ mua bán và sáp nhập được đổi tên thành Arriva vào năm 1997 và trở thành công ty con của Deutsche Bahn vào năm 2010. Arriva điều hành các dịch vụ xe buýt, xe khách, xe lửa, xe điện và xe buýt nước tại 14 quốc gia trên khắp châu Âu. Tính đến tháng 9 năm 2018, hãng đã tuyển dụng 61.845 người và vận hành 2,4 tỷ lượt hành khách mỗi năm. Nó hoạt động như ba bộ phận: Xe buýt Vương quốc Anh, Đường sắt Vương quốc Anh và Châu Âu đại lục. Deutsche Bahn thông báo vào năm 2019 rằng họ muốn bán Arriva, nhưng việc bán đã bị tạm dừng kể từ tháng 11 năm đó.